# Old Bramhope
Old Bramhope – wieś w Anglii, w hrabstwie West Yorkshire. Leży 12 km na północny zachód od miasta Leeds i 283 km na północ od Londynu.